# Floração de cianobactérias
Floração de cianobactérias ocorre quando há o desenvolvimento de densas populações de cianobactérias, microalgas também conhecidas como algas azul esverdeadas. 
Estas cianobactérias ocorrem naturalmente no mar ou em água doce superficial (lagos, reservatórios e rios) em pequenos números, mas diversos fatores como o uso desordenado de fertilizantes podem levar ao crescimento desordenado da população. 
A coloração, o odor e o sabor da água são afetados pelas florações de cianobactérias. A água torna-se verde ou azul esverdeada e a consistência fica mais densa, o que leva os pescadores a chamarem o evento de “água grossa”.
Florações de cianobactérias em reservatórios de água destinados ao consumo humano oferecem um grande risco a saúde pública, porque cianobactérias podem produzir cianotoxinas que provocam a mortandade de peixes e outros animais, incluindo o homem.